# Gran Premio d'Italia 2003
Il Gran Premio d'Italia 2003 è stato un Gran Premio di Formula 1 disputato il 14 settembre 2003 all'Autodromo di Monza. La gara fu vinta da Michael Schumacher su Ferrari, davanti a Juan Pablo Montoya su Williams - BMW e al compagno di squadra Rubens Barrichello. È detto il "GP dei record", per i numerosi record ottenuti durante prove e gara, da Michael Schumacher, di velocità su giro, qualifiche, gara e record di velocità massima.

## Vigilia

### Aspetti sportivi
Durante la sessione di test svoltasi all'Autodromo di Monza due settimane prima del Gran Premio, Ralf Schumacher subì un violento incidente. Il pilota tedesco rimase illeso, ma dopo le prove di venerdì accusò dei dolori alla testa e nausea, dovendo quindi saltare qualifiche e gara precauzionalmente. Al posto del pilota tedesco, la Williams schierò il collaudatore Marc Gené, che prima di assumere questo ruolo aveva partecipato ai campionati 1999 e 2000 al volante della Minardi. Per il pilota catalano si tratta di un ritorno in F1 per la prima volta dal Gran Premio della Malesia 2000.
Nonostante avesse partecipato ai test sul circuito italiano nella prima settimana di settembre, Ralph Firman non ricevette l'autorizzazione a partecipare alla gara da parte del medico della FIA, Sid Watkins. L'irlandese, infatti, soffriva ancora dei postumi del violento incidente occorsogli durante le prove libere del Gran Premio d'Ungheria. Al suo posto Eddie Jordan chiamò nuovamente il collaudatore ungherese Zsolt Baumgartner, che aveva già sostituito Firman in Ungheria.

### Aspetti tecnici
Le settimane precedenti il Gran Premio furono caratterizzate da una lunga polemica sulla presunta irregolarità degli pneumatici Michelin. La casa francese fu accusata dalla Ferrari di fornire degli pneumatici anteriori che, sottoposti al carico aerodinamico delle vetture in curva, si deformavano aumentando l'impronta a terra ed eccedendo il limite di larghezza del battistrada di 270 mm imposto dalla FIA, pur rientrandovi nelle verifiche statiche post gara. Nelle settimane precedenti il Gran Premio il direttore di gara Charlie Whiting inviò alle scuderie un avviso ufficiale sulla vicenda. Nei test disputati sul circuito brianzolo a inizio settembre la Michelin fornì delle gomme di nuova specifica con un battistrada più stretto, in modo da evitare eventuali contestazioni nel successivo Gran Premio.
La McLaren, che aveva ormai rinunciato a portare in pista la nuova MP4-18, afflitta principalmente da problemi di affidabilità, montò sulle MP4-17D diversi elementi della nuova monoposto, tra i quali la sospensione anteriore le pinze dei freni anteriori disposte verticalmente (già impiegata nei Gran Premi del Canada e di Germania) gli sfoghi d'aria nelle fiancate e tutta l'aerodinamica della parte posteriore della vettura. Diverse altre scuderie, tra le quali Ferrari e Williams, montarono sulle monoposto degli alettoni a bassa incidenza specifici per la pista italiana e provati nei test svolti sul circuito nella settimana precedente il Gran Premio. Infine, nei test del venerdì la Minardi introdusse un nuovo cambio in fusione monolitica di titanio, confermandosi una delle scuderie più all'avanguardia in quel settore.

## Prove libere

### Resoconto
Nella sessione di test privati di venerdì sia Renault che Minardi portarono in pista tre vetture, affidandole ai piloti titolari e ai collaudatori Allan McNish e Gianmaria Bruni.

### Risultati
I tempi migliori nelle prove libere di venerdì mattina furono i seguenti:
| Pos | Nº | Pilota             | Costruttore        | Tempo    |
| --- | -- | ------------------ | ------------------ | -------- |
| 1   | 2  | Rubens Barrichello | Ferrari            | 1'21"001 |
| 2   | 1  | Michael Schumacher | Ferrari            | 1'21"152 |
| 3   | 6  | Kimi Räikkönen     | McLaren - Mercedes | 1'21"318 |

I tempi migliori nella prima sessione di prove libere di sabato furono i seguenti:
| Pos | Nº | Pilota             | Costruttore        | Tempo    |
| --- | -- | ------------------ | ------------------ | -------- |
| 1   | 1  | Michael Schumacher | Ferrari            | 1'21"623 |
| 2   | 2  | Rubens Barrichello | Ferrari            | 1'22"146 |
| 3   | 5  | David Coulthard    | McLaren - Mercedes | 1'22"552 |

I tempi migliori nella seconda sessione di prove libere di sabato furono i seguenti:
| Pos | Nº | Pilota             | Costruttore    | Tempo    |
| --- | -- | ------------------ | -------------- | -------- |
| 1   | 3  | Juan Pablo Montoya | Williams - BMW | 1'21"468 |
| 2   | 1  | Michael Schumacher | Ferrari        | 1'21"586 |
| 3   | 4  | Marc Gené          | Williams - BMW | 1'21"928 |

## Qualifiche

### Resoconto
Dopo che nelle due gare precedenti, disputatesi con temperature particolarmente alte, le gomme Michelin avevano dimostrato una netta superiorità di rendimento nei confronti delle rivali Bridgestone, a Monza la situazione diventò più equilibrata. La lotta per la pole position fu caratterizzata da un intenso duello tra Michael Schumacher e Montoya. I due segnarono dei parziali praticamente identici nei primi due settori, con il colombiano più rapido per pochi millesimi di secondo: risultò decisivo il terzo tratto di pista, nel quale il pilota tedesco guadagnò poco più di un decimo sul rivale, margine sufficiente per conquistare la pole position con un vantaggio di appena 51 millesimi sul pilota della Williams.
Barrichello e Räikkönen, leggermente più staccati, occuparono la seconda fila, davanti a Gené, Trulli, Button e Coulthard. Il gruppo dei primi dieci fu completato da Panis e Villeneuve. Alonso, vincitore dell'ultimo Gran Premio disputato, fu relegato in ultima posizione da un testacoda alla prima chicane.

### Risultati
| Pos | No | Pilota                | Costruttore        | Pneumatici | Venerdì     | Sabato   | Distacco |
| --- | -- | --------------------- | ------------------ | ---------- | ----------- | -------- | -------- |
| 1   | 1  | Michael Schumacher    | Ferrari            | B          | 1'21"268    | 1'20"963 |          |
| 2   | 3  | Juan Pablo Montoya    | Williams - BMW     | M          | 1'20"656    | 1'21"014 | +0"051   |
| 3   | 2  | Rubens Barrichello    | Ferrari            | B          | 1'20"784    | 1'21"242 | +0"279   |
| 4   | 6  | Kimi Räikkönen        | McLaren - Mercedes | M          | 1'21"966    | 1'21"466 | +0"503   |
| 5   | 4  | Marc Gené             | Williams - BMW     | M          | senza tempo | 1'21"834 | +0"871   |
| 6   | 7  | Jarno Trulli          | Renault            | M          | 1'22"034    | 1'21"944 | +0"981   |
| 7   | 17 | Jenson Button         | BAR - Honda        | B          | 1'22"495    | 1'22"301 | +1"338   |
| 8   | 5  | David Coulthard       | McLaren - Mercedes | M          | 1'23"154    | 1'22"471 | +1"508   |
| 9   | 20 | Olivier Panis         | Toyota             | M          | 1'22"372    | 1'22"488 | +1"525   |
| 10  | 16 | Jacques Villeneuve    | BAR - Honda        | B          | 1'22"858    | 1'22"717 | +1"754   |
| 11  | 14 | Mark Webber           | Jaguar - Cosworth  | M          | 1'21"966    | 1'22"754 | +1"791   |
| 12  | 21 | Cristiano da Matta    | Toyota             | M          | 1'21"829    | 1'22"914 | +1"951   |
| 13  | 11 | Giancarlo Fisichella  | Jordan - Ford      | B          | 1'24"179    | 1'22"992 | +2"029   |
| 14  | 10 | Heinz-Harald Frentzen | Sauber - Petronas  | B          | 1'22"203    | 1'23"216 | +2"253   |
| 15  | 15 | Justin Wilson         | Jaguar - Cosworth  | M          | 1'23"609    | 1'23"484 | +2"521   |
| 16  | 9  | Nick Heidfeld         | Sauber - Petronas  | B          | 1'22"547    | 1'23"803 | +2"480   |
| 17  | 19 | Jos Verstappen        | Minardi - Cosworth | B          | senza tempo | 1'25"078 | +4"115   |
| 18  | 12 | Zsolt Baumgartner     | Jordan - Ford      | B          | 1'24"872    | 1'25"881 | +4"918   |
| 19  | 18 | Nicolas Kiesa         | Minardi - Cosworth | B          | 1'26"299    | 1'26"778 | +5"815   |
| 20  | 8  | Fernando Alonso       | Renault            | M          | 1'22"103    | 1'40"405 | +19"442  |

## Gara

### Resoconto
Al via Michael Schumacher e Montoya mantennero le prime posizioni. Alle loro spalle si inserì Trulli, autore di una partenza molto aggressiva, mentre a centro gruppo Wilson, costretto a partire in seconda marcia per un problema al cambio della sua Jaguar, si avviò lentamente, causando scompiglio tra i piloti che si trovavano alle sue spalle. A farne le spese furono Verstappen e Alonso, con quest'ultimo che tamponò violentemente il pilota olandese della Minardi: entrambi furono costretti a tornare ai box per riparare i danni alle vetture.
Nel corso della prima tornata Montoya tentò di sopravanzare Schumacher alla variante della Roggia. I due affrontarono la curva appaiati, venendo anche a contatto, ma il tedesco ebbe la meglio, respingendo l'attacco del rivale. Trulli fu costretto al ritiro già dopo poche curve per problemi al motore, lasciando strada a Barrichello, Räikkönen, Coulthard, Gené, Panis e Villeneuve. Al comando della corsa, Schumacher guadagnò un vantaggio via via più ampio su Montoya, che doveva guardarsi da Barrichello, mentre Räikkönen rimase leggermente più staccato.
I primi piloti del gruppetto di testa a rifornire furono Coulthard e Panis, all'undicesimo giro. Due passaggi più tardi rientrarono ai box anche Räikkönen e Gené, mentre Barrichello effettuò la prima sosta una tornata dopo. Michael Schumacher rifornì al 15º giro, imitato nel passaggio seguente da Montoya, che tornò in pista alle spalle del rivale. Dopo la prima serie di soste Montoya cominciò a ridurre il proprio distacco da Schumacher, mentre Barrichello, rallentato da un set di pneumatici non particolarmente efficace, faticò a contenere Räikkönen. Più indietro Coulthard mantenne la sua quinta posizione davanti a Gené e a Villeneuve, che sopravanzò Panis.
Il duello tra i primi due fu molto intenso, con Montoya che recuperò progressivamente sul rivale fino ad arrivare a meno di un secondo di distacco poco prima della seconda serie di soste, aperta da Barrichello al trentunesimo giro. Un passaggio più tardi rifornirono Montoya e Coulthard, imitati due tornate dopo da Michael Schumacher e Räikkönen. Il pilota tedesco rientrò in pista davanti a Montoya, recuperando il comando della gara quando anche Gené rientrò ai box, nel corso del 35º passaggio. Schumacher e Montoya ripresero quindi il duello per la testa della gara: il distacco tra i due era di circa un secondo e mezzo, ma durante il doppiaggio di Frentzen (risalito in ottava posizione grazie al ritiro di Panis) il colombiano perse addirittura un secondo. Da questo momento Montoya non riuscì più a tenere il ritmo del rivale, cominciando ad accumulare un distacco sempre più consistente. Anche Barrichello staccò leggermente Räikkönen, mentre al 45º giro si ritirò Coulthard, tradito dal motore della sua McLaren. Entrò così in zona punti Webber.
Nelle ultime fasi di gara non ci furono altri avvenimenti degni di nota, ad esclusione del ritiro per problemi tecnici di Frentzen, e Michael Schumacher andò a vincere davanti a Montoya, Barrichello, Räikkönen, Gené, Villeneuve, Webber e Alonso, che superò proprio nel corso dell'ultimo passaggio Heidfeld, andando così a conquistare l'ultimo punto a disposizione. La vittoria permise a Michael Schumacher di incrementare il proprio vantaggio sugli inseguitori, portandolo a tre punti nei confronti di Montoya e a sette rispetto a Räikkönen. Nel Campionato Costruttori la Ferrari ridusse nettamente il distacco dalla Williams, mentre la McLaren era praticamente fuori dai giochi.

### Risultati
| Pos      | No | Pilota                | Costruttore        | Pneumatici | Giri | Tempo/Ritiro e posizione al ritiro/Media oraria | Partenza | Punti |
| -------- | -- | --------------------- | ------------------ | ---------- | ---- | ----------------------------------------------- | -------- | ----- |
| 1        | 1  | Michael Schumacher    | Ferrari            | B          | 53   | 1h 14'19"838 - 247.585 km/h                     | 1        | 10    |
| 2        | 3  | Juan Pablo Montoya    | Williams - BMW     | M          | 53   | +5"294                                          | 2        | 8     |
| 3        | 2  | Rubens Barrichello    | Ferrari            | B          | 53   | +11"835                                         | 3        | 6     |
| 4        | 6  | Kimi Räikkönen        | McLaren - Mercedes | M          | 53   | +12"834                                         | 4        | 5     |
| 5        | 4  | Marc Gené             | Williams - BMW     | M          | 53   | +27"891                                         | 5        | 4     |
| 6        | 16 | Jacques Villeneuve    | BAR - Honda        | B          | 52   | +1 giro                                         | 10       | 3     |
| 7        | 14 | Mark Webber           | Jaguar - Cosworth  | M          | 52   | +1 giro                                         | 11       | 2     |
| 8        | 8  | Fernando Alonso       | Renault            | M          | 52   | +1 giro                                         | 20       | 1     |
| 9        | 9  | Nick Heidfeld         | Sauber - Petronas  | B          | 52   | +1 giro                                         | 16       |       |
| 10       | 11 | Giancarlo Fisichella  | Jordan - Ford      | B          | 52   | +1 giro                                         | 13       |       |
| 11       | 12 | Zsolt Baumgartner     | Jordan - Ford      | B          | 51   | +2 giri                                         | 18       |       |
| 12       | 18 | Nicolas Kiesa         | Minardi - Cosworth | B          | 51   | +2 giri                                         | 19       |       |
| 13       | 10 | Heinz-Harald Frentzen | Sauber - Petronas  | B          | 50   | Trasmissione (7º)                               | 14       |       |
| Ritirato | 5  | David Coulthard       | McLaren - Mercedes | M          | 45   | Motore (5º)                                     | 8        |       |
| Ritirato | 20 | Olivier Panis         | Toyota             | M          | 35   | Freni                                           | 9        |       |
| Ritirato | 19 | Jos Verstappen        | Minardi - Cosworth | B          | 27   | Perdita d'olio                                  | 17       |       |
| Ritirato | 17 | Jenson Button         | BAR - Honda        | B          | 24   | Cambio (12º)                                    | 7        |       |
| Ritirato | 21 | Cristiano da Matta    | Toyota             | M          | 3    | Foratura/Testacoda                              | 12       |       |
| Ritirato | 15 | Justin Wilson         | Jaguar - Cosworth  | M          | 2    | Cambio (19º)                                    | 15       |       |
| Ritirato | 7  | Jarno Trulli          | Renault            | M          | 0    | Motore (3°)                                     | 6        |       |

## Record
La gara vide la realizzazione di vari record di velocità: la velocità media tenuta da Michael Schumacher in gara, 247,585 km/h, risultò la più elevata della storia della Formula 1, battendo il precedente record di 242,620 km/h ottenuto nel 1971 da Peter Gethin, sempre a Monza, ma con una configurazione del tracciato completamente diversa. Senza precedenti anche la velocità media del giro più veloce in gara fatto segnare dal pilota tedesco, di 254,848 km/h; il record precedente, 249,835 km/h, era stato ottenuto da Damon Hill, sempre a Monza, nel 1993, con una configurazione della pista di poco diversa (con le curve di Lesmo da percorrere in pieno e con la prima variante che era però completamente differente). Michael Schumacher fece infine registrare anche la velocità massima più elevata mai raggiunta da una vettura di Formula 1 in gara, con 368,800 km/h: altri sette piloti (Gené, Barrichello, Räikkönen, Coulthard, Da Matta, Montoya, Button) battono il primato precedente di 363,200 km/h, fatto segnare da Jean Alesi nel 2001, sempre a Monza. Questo è stato anche il gran premio più breve senza interruzioni della Storia della Formula 1, con i 53 giri di gara percorsi in solo 1 ora, 14 minuti, 19 secondi e 838 millesimi (Il record precedente venne realizzato da Nelson Piquet su una Williams-Honda nell'edizione del 1987 dello stesso gran premio, sempre a Monza, seppur con una configurazione del tracciato leggermente diversa e con tre giri in meno, quando percorse la distanza di gara in 1 ora, 14 minuti, 47 secondi e 707 millesimi), fino al Gran Premio d'Italia 2023, quando Max Verstappen su Red Bull Racing-Honda RBPT percorse i 51 giri di gara in 1 ora, 13 minuti, 41 secondi e 143 millesimi.

## Classifiche

### Piloti
| Pos. | Pilota                | Punti |
| ---- | --------------------- | ----- |
| 1    | Michael Schumacher    | 82    |
| 2    | Juan Pablo Montoya    | 79    |
| 3    | Kimi Räikkönen        | 75    |
| 4    | Ralf Schumacher       | 58    |
| 5    | Rubens Barrichello    | 55    |
| 5    | Fernando Alonso       | 55    |
| 7    | David Coulthard       | 45    |
| 8    | Jarno Trulli          | 24    |
| 9    | Mark Webber           | 17    |
| 10   | Jenson Button         | 12    |
| 11   | Giancarlo Fisichella  | 10    |
| 12   | Cristiano da Matta    | 8     |
| 13   | Heinz-Harald Frentzen | 7     |
| 14   | Olivier Panis         | 6     |
| 14   | Jacques Villeneuve    | 6     |
| 16   | Marc Gené             | 4     |
| 17   | Nick Heidfeld         | 2     |
| 18   | Ralph Firman          | 1     |

### Costruttori
| Pos. | Team               | Punti |
| ---- | ------------------ | ----- |
| 1    | Williams - BMW     | 141   |
| 2    | Ferrari            | 137   |
| 3    | McLaren - Mercedes | 120   |
| 4    | Renault            | 79    |
| 5    | BAR - Honda        | 18    |
| 6    | Jaguar - Cosworth  | 17    |
| 7    | Toyota             | 14    |
| 8    | Jordan - Ford      | 11    |
| 9    | Sauber - Petronas  | 9     |